# مكتبة الجامعة الأردنية
تأسَّست مكتبة الجامعة الأردنية في عام 1962، وكانت ثاني مكتبة عموميَّة في تاريخ الأردن بعد المكتبة المركزية (أي «دائرة المكتبات العامَّة» في وسط البلد، المؤسَّسة في سنة 1960). وتحتوي ما يقاربُ مليون مادة مكتبية. وتقع المكتبة ضمن حرم الجامعة الأردنية ليستفيد منها الطلبة والأساتذة ورواد الجامعة، وتبلغ مساحتها 10,500م2 وتحتوي على أكثر من 2,000 مقعد للدَّارسين، كما يُضَافُ إليها حوالي 4,000م2 تابعةٍ للمكتبة تشغلها قاعاتٌ فرعية للمطالعة مُوزَّعة في كليات الجامعة ومراكزها العلمية. وتتكوَّنُ المكتبة من ثلاثة دوائر، هي الدائرة الفنية المسؤولة عن فهرسة وتصنيف مقتنياتها والتزويد بالكتب والدرويات والمراجع الجديدة، ودائرة الخدمات المكتبية التي تشرفُ على الرسائل الجامعية ونظام الإعارة والمراجع والإيداعات، وأخيراً دائرة المعلومات التي تعملُ على حوسبة المكتبة وتوريدها بالدوريات الورقية والإلكترونية الحديثة.
افتتحت في قسمٍ من المكتبة بشهر سبتمبر 2018 الزاوية الأمريكية بعد إعادة توطينها من موقعها السابق في مركز اللغات بالجامعة الأردنية، وقد ترافقَ انتقالُ مكان الزاوية مع تحديثٍ لوسائل وموارد التعليم الرقمية المتوفّرة فيها. وزاوية مكتبة الجامعة الأردنية هي واحدةٌ من 650 زاويةٍ مماثلةٍ تدعمُها وزارة خارجية الولايات المتّحدة في مختلف أنحاء العالم لتعريفِ الطَّلبة بالثقافة والحضارة الأمريكية، ومن ضمنها زاويتان في الأردن هُمَا -إلى جانب هذه- زاويةٌ مماثلةٌ في الجامعة الهاشمية.

## مقتنيات المكتبة
بلغَ عددُ المستفيدين من المكتبة يومياً (من زوَّارها داخليًا أو عبر الإنترنت) في عام 2003 ثمانية آلاف شخصٍ في العام، وهذا بحسب هاني العمد مدير المكتبة وقتئذٍ. وبحسب هاني العمد أيضاً فإنَّ المكتبة كانت تستقبلُ في ذلك الحين 18,000-25,000 مصدر جديد سنوياً، وأنها تصرفُ سنوياً حوالي خمسة وعشرين مليون دينار لزيادة رصيدها من الدوريات والمراجع. كما تستقطبُ المكتبة الكتبَ من خلال المشاركة في معارض الكتاب العربية بالقاهرة وبيروت وغيرها للتزوّد بالإصدارات الجديدة. وبلغَ حجمُ مقتنياتها في سنة 2003 أكثر من 725,000 مادة ما بين ورقية وإلكترونية، بما فيها الكتب والدوريات والنشرات والرسائل الجامعية والمواد المرئية والسمعية. وهو ارتفاعٌ مهمٌّ عن مقتنيات المكتبة في عام 1986، والتي بلغت آنذاك 510,000 مادَّة من ضمنها ألف وثلاثمائة دورية ونشرة جارية.
في سنة 1987، أصبحت مكتبة الجامعة الأردنية مركزاً لإيداع الرسائل الجامعية من مختلف أنحاء الوطن العربي بموجبِ قرارٍ من اتحاد الجامعات العربية. ومنذ ذلك الحينِ تستقبلُ المكتبة باستمرار أحدثَ الرسائل التي يعملُ عليها طلبةُ الجامعات العربية وتُوثِّقُ عناوينها دورياً في دليلٍ يصدرُ مرَّتين بالعام. حيثُ وصل عدد الرسائل الجامعية المودعة في المكتبة إلى 44,916 رسالة باللغتين العربية والإنكليزية وغيرهما، قد أرشفت منها سبعة آلاف رسالةٍ بنصّها الكامل. وتتوفر أجهزةُ حاسوبٍ في المكتبة تسمحُ للباحثين بنسخ أوراق الرسائل المؤرشفة مقابل قرشين ونصفٍ للورقة الواحدة، إلا أنَّه من غيرِ المسموحِ بنسخ الرسالة ما لم يمضي على نشرها خمسُ سنواتٍ على الأقلّ، وذلك حفاظاً على حقوق الملكية الفكرية.
ومن ضمنِ المقتنيات والوثائق التي تحتويها المكتبةُ أرشيفٌ كاملٌ بمحاضر مجلس الأمة الأردني منذ تأسيسهِ في سنى 1929 وحتى الوقت الحاضر، فضلاً عن أرشيفٍ للصُّحُف يعودُ تاريخه إلى سنة 1870، وكذلك أرشيفٍ خاصّ بوثائق بيت المقدس لسجلاّت المحاكم الشرعية والمخطوطات التاريخية من العهد المملوكي يعودُ لعام 936 للهجرة (1530م). وكذلك فإنَّ المكتبة تعتبرُ مركزاً لإيداع وثائق الأمم المتحدة وغيرها من الهيئات الدولية.

## حوسبة المكتبة
وضعت وزارة التعليم العالي والبحث العلمي الأردنية في شهر أبريل 2004 خُطَّة إستراتيجية من أربعة محاور لتطوير النظام التعليمي أحدُها تطوير المكتبات الجامعية، وقد تأسَّس على إثرهِ مركزٌ مُوحَّدٌ («مركز تميُّز» ومقرّه في جامعة اليرموك) لفهرسة مقتنيات المكتبات الحكومية في المملكة وحوسبتها، ومن ضمنها مكتبة الجامعة الأردنية. وبعد تطبيق هذا المشروع وبدءاً من سنة 2006 أصبحَ بإمكان روَّاد المكتبة تصفُّح جميع مقتنياتها وغيرها من المكتبات (بما فيها المراجع والدوريات والرسائل الجامعية) إلكترونياً من خلال نظامٍ رقميٍّ مُزوَّدٍ بواجهة حديثة يُسمَّى «بوابة أُفُقْ»، وهو برنامجٌ رقميٌّ يدعمُ نسخةً مُعرَّبة من نظام مارك للفهرسة. وتسمحُ بوابة المكتبة الإلكترونية بمتابعة حالة الكتب والمراجع وإمكانية استعارتها وطباعتها والحصول على مختلف البيانات الأكاديمية عنها.